# Слободка-Алексинецкая
Слободка-Алексинецкая (укр. Слобідка-Олексинецька) — село в Городокском районе Хмельницкой области Украины.
Население по переписи 2001 года составляло 188 человек. Почтовый индекс — 32026. Телефонный код — 3251. Занимает площадь 0,81 км². Код КОАТУУ — 6820686003.

## Местный совет
32026, Хмельницкая обл., Городокский р-н, с. Подлесный Веселец, ул. Ленина, 21